# Мишель-Анж — Молитор (станция метро)
Мишель-Анж — Молитор (фр. Michel-Ange – Molitor) — пересадочный узел линий 9 и 10 Парижского метрополитена. Один из трёх пересадочных узлов, в состав которого входит промежуточная станция, с которой можно уехать только в одном направлении (две другие — Мишель-Анж — Отёй на этих же линиях и Плас де Фет на линиях 7bis и 11. Назван по пересечению двух улиц — рю Мишель-Анж и рю Молитор.

## История
- Первым (30 сентября 1913 года) открылся зал, ныне входящий в состав линии 10. На момент открытия зал входил в состав пускового участка Шарль-Мишель — Порт-д'Отёй, входившего в состав линии 8.
- 8 ноября 1922 года открылся зал линии 9 (участок «Трокадеро» — «Экзельманс»).
- 27 июля 1937 года в результате реорганизации линий метро в левобережной части Парижа участок Порт-д'Отёй — Ла Мотт-Пике — Гренель перешёл в состав линии 10. До открытия продления к станции Булонь — Жан Жорес на западном окончании линии осуществлялось петлевое движение.
- Пассажиропоток станции по входу в 2011 году, по данным RATP, составил 1 939 507 человек[2]. В 2012 году этот показатель вырос до 2 027 976 человек[3], а в 2013 году — до 2 097 256 пассажиров[4].

## Особенности планировки и путевое развитие
- Зал линии 9 сооружён по типовому проекту (односводчатая станция с боковыми платформами), на перегоне Мишель-Анж — Молитор — Экзельманс расположен пошёрстный съезд.
- К платформе зала линии 10 примыкают два пути, из них в пассажирском сообщении используется только южный. Северный путь является примыканием поворота со стороны станции Порт д'Отёй, который использовался в пассажирском сообщении до продления линии 10 к Булонь — Пон-де-Сен-Клу. Соединение основного и служебного путей производится в виде двух противошёрстных съездов на перегоне Мишель-Анж — Молитор — Шардон-Лагаш.

## Галерея

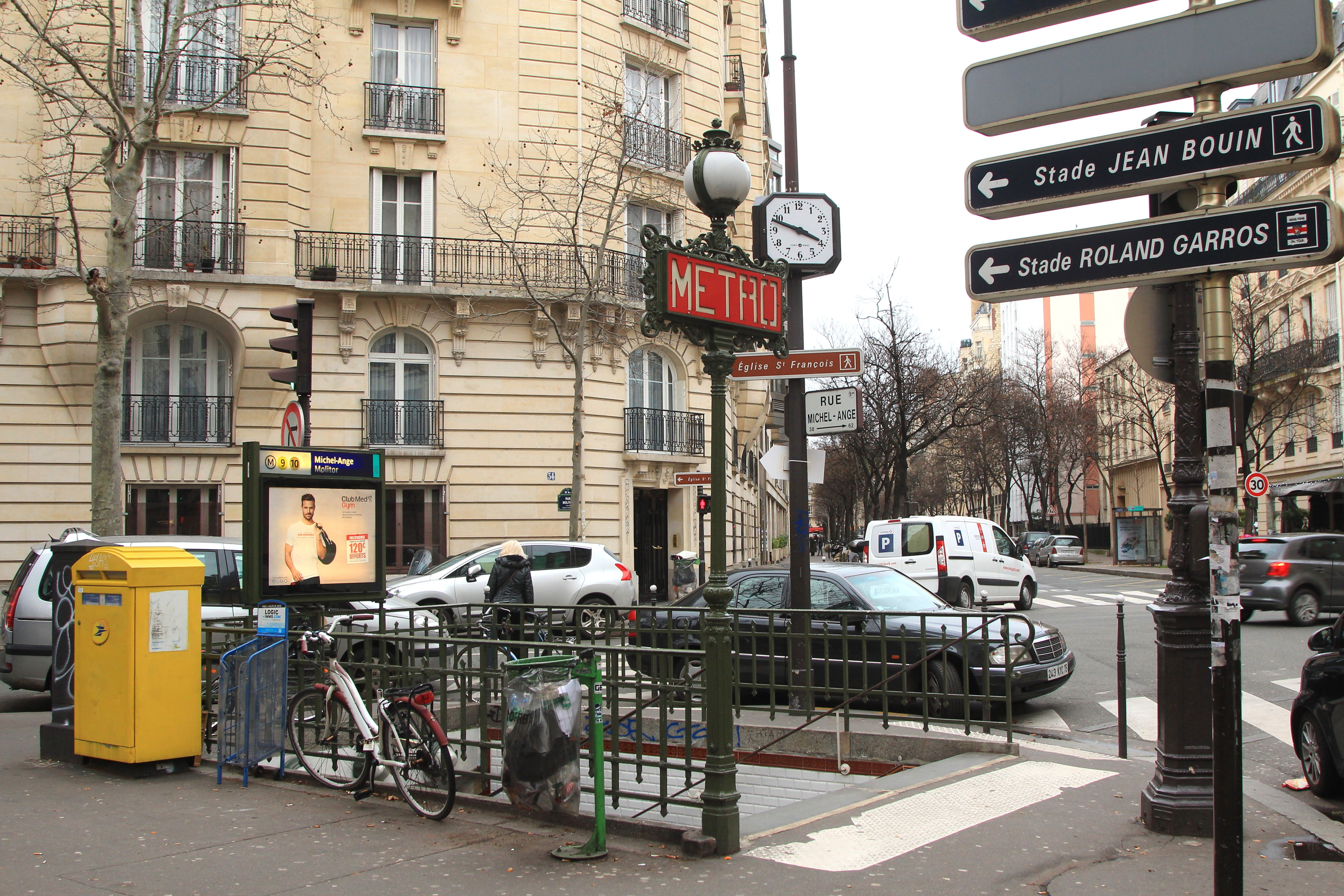
Лестничный сход
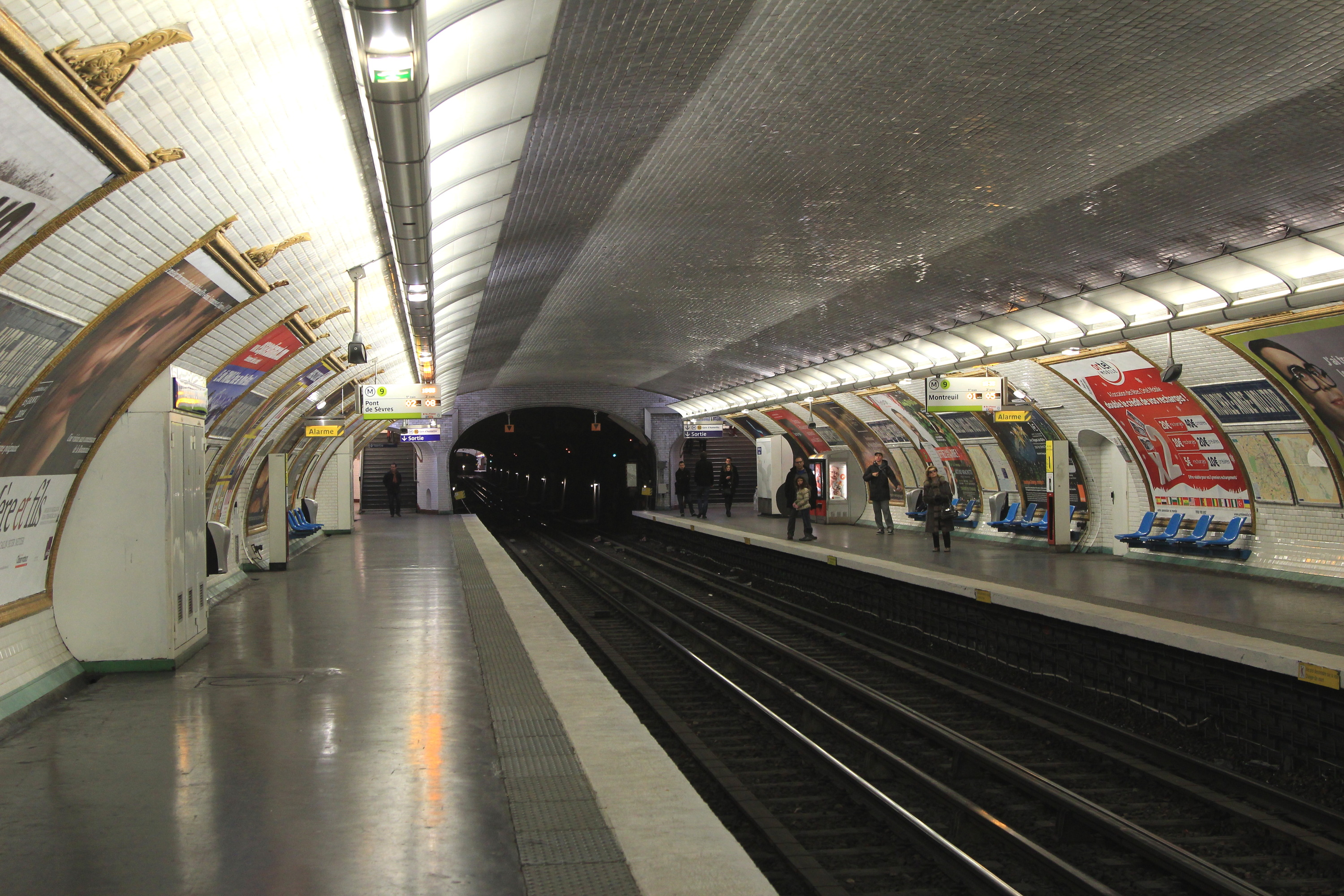
Зал линии 9
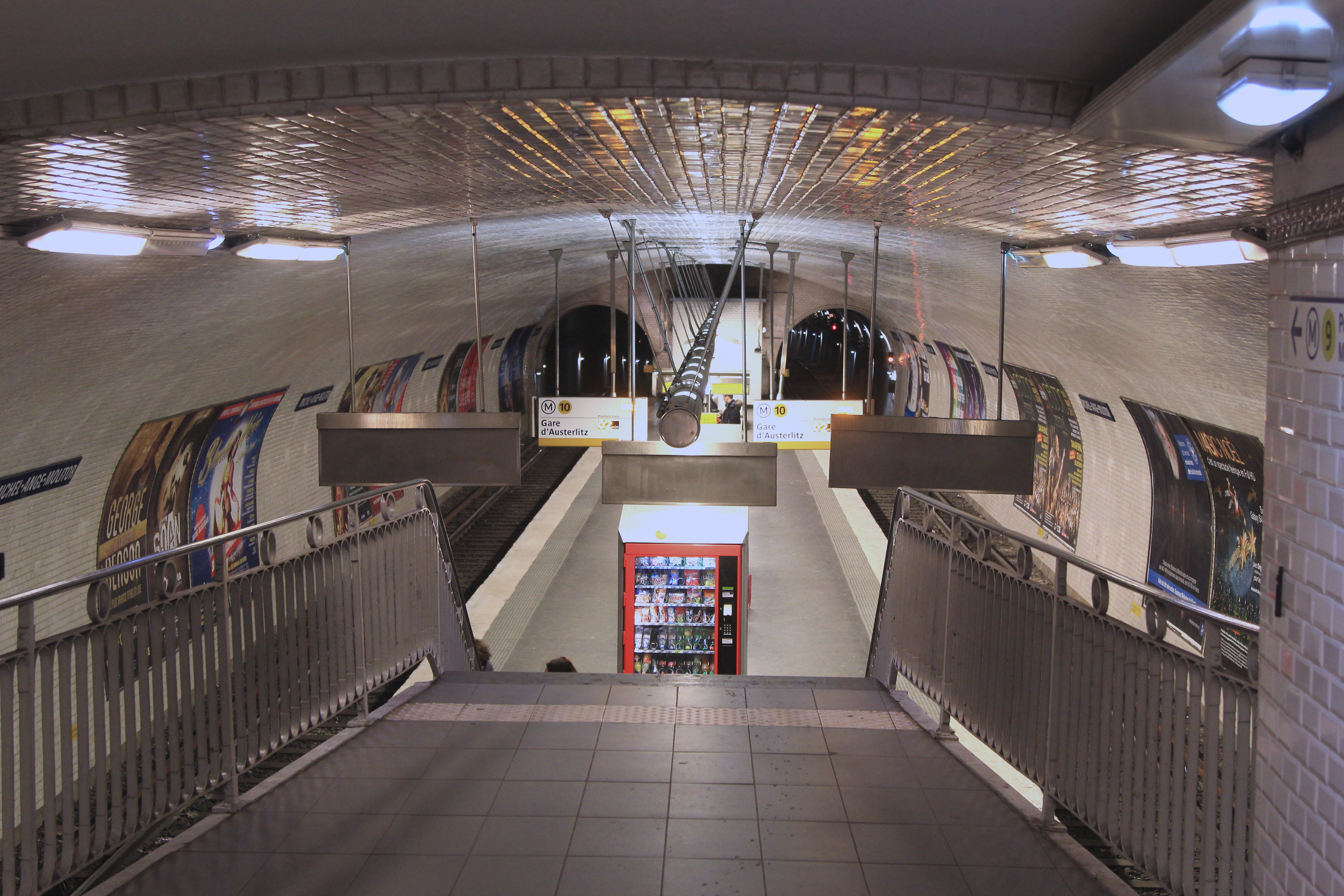
Вид на зал линии 10 с торцевой лестницы